# Simon Dyson
Simon Dyson, né le 21 décembre 1977 à York, est un golfeur anglais.